# Per Collinder
Per Collinder (22 mai 1890 Sundsvall – 6 décembre 1975 Uppsala) est un astronome suédois. Il est connu pour le catalogue d'amas ouverts qu'il publia en 1931, appelé de nos jours catalogue Collinder. Il a écrit deux livres Världar i rymden (Mondes dans l'Espace) (1951) et A History of Marine Navigation (1954).
Il se maria deux fois, et sa première épouse lui donna quatre enfants.